# Clash (gra komputerowa)
Clash – komputerowa strategiczna gra turowa stworzona przez firmę Longsoft Multimedia i wydana 30 czerwca 1998 przez firmę Optimus Pascal, a tworzoną od 1995.

## Opis gry
Clash wzorowany jest na seriach Heroes of Might & Magic czy Warlords. Fabuła gry osadzonej w realiach średniowiecznego fantasy opowiada o krainie Karkhan, którą usiłują skolonizować uchodźcy z ogarniętej wojną innej prowincji. Zadaniem gracza jest rozwój i utrzymanie swych włości nieustannie atakowanych przez zaborczych najeźdźców. Gracz może wcielić się w pogan (pierwotnych mieszkańców Karkhanu) lub chrześcijan (najeźdźców). Podział według religii powoduje, że np. sojusze z niewiernymi nie były dobrze oceniane przez wierzące społeczeństwo.
Do dyspozycji gracza oddano 33 typy jednostek, którymi można bronić miast, wyznaczać patrole i odkrywać nowe rejony mapy. Oprócz jednostek typowo wojskowych można znaleźć m.in. budowniczych, wykorzystywanych do wszelkiego typu prac konstrukcyjno-wydobywczych.
Ważnym elementem Clash jest ekonomia i rozbudowa zamków, w których można stawiać nowe budynki zwiększające populację i możliwości produkcyjne ludności. Gra wprowadzała także zadania zaspokajania zachcianek małżonki, która po kilkukrotnym spełnieniu oczekiwań rodziła potomka, który z kolei stawał na czele oddziału. Można było też torturować wziętych do niewoli przeciwników, co pozwalało na poznanie lokalizacji zamków wroga, lecz pojmany przy zbyt ostrych torturach mógł nie przeżyć.
Autorem scenariusza gry jest Jerzy Poprawa (redaktor CD-Action), muzykę napisał Adam "Scorpik" Skorupa. Udźwiękowieniem gry zajęli się pracownicy studia. Poprawa początkowo miał dowolność kreowania scenariusza, lecz później poszczególne pomysły usuwano jako zbyt ambitne (złożona dyplomacja, kreowanie własnych dynastii); sam scenarzysta mówi, że widywał podobne rozwiązania, okrzykiwane jako innowacje, później, w innych produkcjach. 
Gra poprzedzona była kampanią reklamową w polskiej prasie branżowej.
Czasopismo Secret Service przyznało produkcji ocenę 7/10. Gra zebrała pozytywne reakcje polskich mediów i graczy. W krótkim czasie od premiery sprzedano 40 tysięcy kopii gry. 